# Col du Planet
Le col du Planet est un col de montagne français situé à 1 184 m d'altitude dans le massif de la Chartreuse entre le mont Outheran (1 676 m), au sud-sud-ouest, et le Corbelet (1 419 m), au nord.

## Accès
Le col est accessible en voiture[réf. souhaitée] et aux randonneurs, il relie Saint-Cassin au Désert d'Entremont, l'accès le plus facile se fait depuis le col du Mollard. On peut également y accéder depuis Saint-Thibaud-de-Couz.